# Gadu Gadu (album)
Gadu Gadu – czwarta płyta solowa jazzowej wokalistki Anny Serafińskiej.  
Wydawnictwo ukazało się 28 kwietnia 2006 r. nakładem firmy EMI Music Poland. Składa się z piosenek z tekstami Agnieszki Osieckiej, w aranżacjach Anny Serafińskiej i Krzysztofa Herdzina, który był jednocześnie producentem muzycznym płyty. Wśród zaproszonych muzyków znaleźli się m.in.: Grzegorz Jabłoński, Artur Lipiński, Krzysztof Gradziuk, Adam Kowalewski oraz kwartet smyczkowy Xerkses. Utwór „Kto tak ładnie kradnie jak on” (pochodzący z filmu Hallo Szpicbródka, czyli ostatni występ króla kasiarzy) został zaśpiewany w duecie z Krzysztofem Kiljańskim.
W 2012 r. ukazała się edycja specjalna albumu, uzupełniona o dwie piosenki.

## Lista utworów
Źródło:.
1. „Kiedy mnie już nie będzie” (muz. Seweryn Krajewski)
2. „Ludzkie gadanie” (muz. Seweryn Krajewski)
3. „Sing Sing” (muz. Jacek Mikuła)
4. „Dookoła noc się stała” (muz. Adam Sławiński)
5. „Piosenka o okularnikach” (muz. Jarosław Abramow-Newerly)
6. „Kto tak ładnie kradnie jak on” (muz. Seweryn Krajewski)
7. „Goń latawce” (muz. Zbigniew Namysłowski)
8. „Na wesoło” (muz. Seweryn Krajewski)
9. „Chodzi o to, żeby nie być idiotą” (muz. Seweryn Krajewski)
10. „Zielono mi” (muz. Jan Wróblewski)
11. „Pogoda na szczęście” (muz. Seweryn Krajewski)
12. „Czerwony kapturek” (muz. Zbigniew Rudziński)
13. „Uciekaj moje serce” (muz. Seweryn Krajewski) (edycja specjalna)
14. „Kobiety, których nie ma” (muz. Włodzimierz Nahorny) (edycja specjalna)

## Twórcy
Źródło:.
- Anna Serafińska, Anna Karaman, Ola Nowak – śpiew
- Rafał Stępień, Krzysztof Herdzin – fortepian
- Andrzej Gondek – gitara
- Marek Podkowa – saksofon
- Michał Barański – bas
- Cezary Konrad, Krzysztof Gradziuk – perkusja

i inni